# Linkin Park
Linkin Park es una banda estadounidense de rock procedente de Agoura Hills, California, formada en 1996. Está integrada por el vocalista, compositor y guitarrista rítmico Mike Shinoda, el bajista Dave Farrell, el DJ Joe Hahn, el guitarrista principal Brad Delson, el baterista Colin Brittain y la vocalista Emily Armstrong, quien ingresó al grupo en 2024 tras el fallecimiento de Chester Bennington en 2017. Brittain también se unió en ese año como reemplazo de Rob Bourdon.
La banda comenzó con sus primeros trabajos musicales de manera independiente, en la que grabaron su primer material, llamado Xero; sin embargo, no tuvieron éxito en la búsqueda de un sello discográfico, ya que nadie mostraba interés por su trabajo. No fue hasta 1999, que con el apoyo de Jeff Blue, quien ejercía como vicepresidente de Warner Records, lograron firmar su primer contrato. El nombre proviene de un juego de palabras que hace referencia al Lincoln Park en Santa Mónica.
En octubre de 2000, el grupo lanzó su álbum debut, titulado Hybrid Theory, en el que se encuentran sencillos populares como «Crawling», «Papercut», «In the End» y «One Step Closer»; los últimos dos obtuvieron certificación de disco de oro en Australia. Hybrid Theory que alcanzó el puesto número dos en el Billboard 200, fue el séptimo álbum más vendido de la década del 2000, y certificado con disco de diamante en los Estados Unidos y múltiple disco de platino en Europa. El cuarto sencillo del álbum, «In the End», alcanzó su mayor posición al situarse en el segundo puesto de la lista Billboard Hot 100.
En marzo de 2003, salió al mercado su segundo álbum de estudio, Meteora. Solo en las primeras semanas logró ventas de 810 000 unidades, el álbum entró en el Billboard 200 en el puesto número uno, y se convirtió en el tercero más vendido del año. De este disco surgieron canciones como «Somewhere I Belong» y «Numb»; esta última obtuvo cuatro discos de platino por parte de Recording Industry Association of America (RIAA). Ese mismo año, MTV2 nombró a Linkin Park como la sexta «mejor banda en la era del vídeo musical» y la tercera «mejor banda del nuevo milenio». En noviembre, lanzaron su primer álbum en directo Live in Texas, que grabaron en el Reliant Stadium, en Houston, Texas. El trabajo obtuvo múltiples certificaciones de oro en Alemania, Nueva Zelanda, Reino Unido y Austria. En 2008 lanzaron otro disco en vivo, Road to Revolution: Live at Milton Keynes. En 2009, Billboard ubicó al grupo en el puesto diecinueve de los mejores artistas de la década.
Después de Meteora, el grupo tuvo un receso, quienes sus integrantes aprovecharon para crear proyectos alternativos. Posteriormente lanzaron dos álbumes, Reanimation (2002) y Collision Course (2004), este último con colaboración del rapero Jay-Z en «Numb/Encore». Dicho sencillo recibió certificación en los premios Grammy de 2006.
La banda continuó explorando una variación más amplia de tipos musicales en su cuarto álbum, A Thousand Suns (2010), donde añadieron componentes electrónicos. El quinto disco, Living Things (2012), combinó elementos musicales de todos sus discos anteriores. Con su sexta entrega, The Hunting Party (2014), volvió al estilo rockero más notorio; mientras que su séptimo trabajo, One More Light (2017), estuvo más orientado al pop.
Linkin Park se encuentra entre las bandas con mayores ventas del siglo XXI y entre los artistas musicales con mayores ventas del mundo, con más de 100 millones de discos adquiridos globalmente. Han ganado dos premios Grammy, seis American Music Awards, cuatro Billboard Music Awards, cuatro MTV Video Music Awards, diez MTV Europe Music Awards y tres World Music Awards.
La banda estuvo en un receso indefinido tras el suicidio del vocalista principal y compositor Chester Bennington, en julio de 2017. Tras su deceso, se publicaron ediciones del 20 aniversario de sus dos primeros álbumes de estudio, así como un álbum de grandes éxitos, Papercuts. Linkin Park anunció su retorno con su octavo álbum de estudio, From Zero (2024) y su regreso a los escenarios en una gira mundial de seis fechas en Norteamérica, Europa, Asia y Sudamérica con una nueva cantante. El sencillo promocional «The Emptiness Machine» alcanzó el top 10 de Spotify.

## Historia

### Formación (1996)

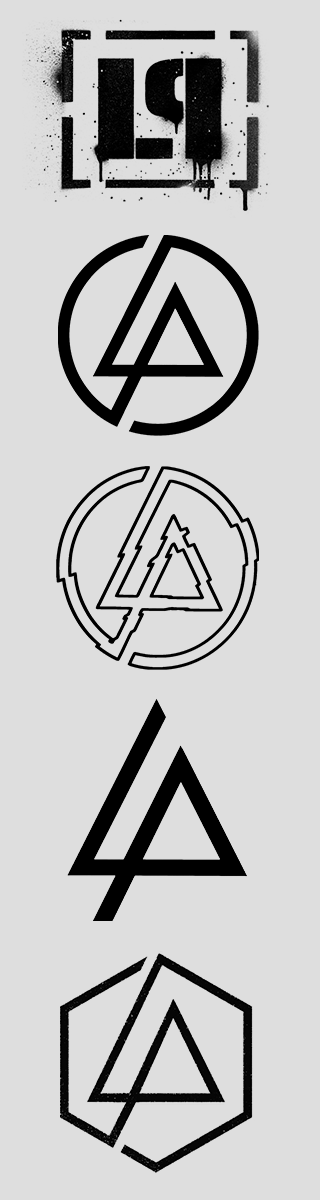
Logotipos empleados por la banda a lo largo de su discografía.

Los primeros años de la banda se remontan a un pequeño estudio del vocalista Mike Shinoda donde se reunía con su compañero y amigo Brad Delson, quienes estudiaban en la misma escuela secundaria en Agoura Hills y practicaban con frecuencia para crear pistas a modo garage. Del mismo instituto conocieron a Rob Bourdon. Después de que el trío se graduaran de la escuela, comenzaron a darle mayor interés al grupo, donde iniciaron en 1996 la creación de varios trabajos. Posteriormente reclutaron a Joe Hahn, Dave Farrell y Mark Wakefield para actuar en su banda. Conformada con cinco integrantes y con un presupuesto limitado, la agrupación grabó varias canciones en un estudio improvisado que culminó en un álbum demo llamado Xero, lanzado en noviembre de 1997. La banda realizó su primer espectáculo en ese mes en un club nocturno en West Hollywood, que contó con la participación de otros grupos como System of a Down y SX-10. Delson presentó la banda a Jeff Blue, entonces vicepresidente de A&R de Zomba Music, con quien había hecho prácticas en la universidad. Blue les ofreció críticas constructivas para captar la atención de las discográficas. Dijo estar impresionado con Xero después de verlos tocar en vivo en 1998, pero creía que la banda necesitaba un vocalista diferente. Las tensiones y la frustración dentro de la banda crecieron después de que no lograran conseguir un contrato discográfico. La falta de éxito y el estancamiento en el progreso impulsaron a Wakefield, en ese momento vocalista de la banda, a salir en busca de otros proyectos.
Debido a la marcha de Wakefield, Shinoda se vio en la necesidad de buscar un nuevo vocalista. Contrató a Chester Bennington, un joven originario de Phoenix, Arizona, quien fue recomendado por Jeff Blue en marzo de 1999. Bennington formó parte del grupo Grey Daze hasta 1998 y adquirió su experiencia con las grabaciones de discos desde los 16 años. Shinoda le mandó algunas canciones interpretadas por el vocalista anterior y en otras solo los instrumentales para que grabara su propia voz, el cual Bennington aceptó. Los integrantes quedaron «admirados» debido a la dinámica en su estilo de canto. Además, la banda reclutó al bajista Kyle Christner de forma temporal. Tras unirse Bennington, el grupo pasó a llamarse Hybrid Theory y trabajaron bajo su sello independiente, en la que grabaron el álbum Hybrid Theory EP, que circuló a través de salas de chat y foros de Internet con la ayuda de un «equipo callejero» en línea. En octubre de 1999, Christner fue reemplazado por Scott Koziol e Ian Hornbeck, quienes junto con Delson, proporcionaron pistas de bajo para las grabaciones de la banda.
La banda todavía luchaba por firmar un contrato discográfico. Recurrieron a Jeff Blue para obtener ayuda adicional después de enfrentar numerosos rechazos de varias discográficas importantes. Después de no poder alcanzar a Warner Records en tres revisiones previas, Blue, que ahora era el vicepresidente de esa compañía, ayudó a la banda a firmar un contrato con este como artista en desarrollo en 1999. Sin embargo, el sello le aconsejó a la banda que cambiara su nombre para evitar confusiones con Hybrid. Algunos nombres sugeridos por el grupo estaban el de Plear y Platinum Lotus Foundation, antes de decidirse por Linkin Park, un juego de palabras y homenaje al Lincoln Park de Santa Mónica. Inicialmente querían usar el nombre Lincoln Park sin embargo, lo cambiaron a «Linkin» para adquirir el dominio de Internet linkinpark.com.

### Hybrid Theory(2000-2002)
El 24 de octubre de 2000 se publicó el primer álbum como Linkin Park llamado Hybrid Theory, editado por Don Gilmore. Hybrid Theory tuvo una recepción comercial positiva, en la que vendió cinco millones de copias durante su año debut, por lo que obtuvo el galardón del «álbum más vendido de 2001». De igual manera fue el disco más vendido en Estados Unidos y Nueva Zelanda en ese año, con los éxitos de sencillos como «Crawling», «Papercut», «In the End», «With You», «One Step Closer» y «Points of Authority». Estos dos últimos fueron utilizados como banda sonora de las películas Drácula 2001, Little Nicky y Valentine. El álbum está compuesto en su mayoría por temas líricos que tratan los problemas por los que atravesó Chester Bennington durante su adolescencia, como el divorcio de sus padres, y los problemas con el alcohol y las drogas. Fue número dos en el Billboard 200, y alcanzó posiciones notorias en el resto del mundo. Logró vender más de 30 millones de copias a nivel mundial, de los cuales diez millones de copias son solo en Estados Unidos, convirtiéndose en el álbum de mejor venta en el siglo XXI.
En ese entonces, el grupo recibió invitaciones a festivales de música destacadas, como Ozzfest, el Family Values de Korn y KROQ Almost Acoustic Christmas. Luego decidieron iniciar su propia gira llamada Projekt Revolution, en la que participaron artistas invitados como Cypress Hill, Adema, DJ Z-Trip, Xzibit, Mudvayne, Blindside y Snoop Dogg. En noviembre de 2001, la banda dio a conocer su primer DVD titulado Frat Party at the Pankake Festival, el cual documentaron actuaciones del grupo en sus conciertos. Dave Farrell se reintegró al grupo y participó en el álbum remezcla Reanimation, grabado durante su gira en 2000 y lanzado el 30 de julio de 2002, que incluía canciones modificadas de Hybrid Theory EP y Hybrid Theory. El álbum contó con la participación de numerosos artistas entre los que sobresalen Black Thought, Jonathan Davis y Aaron Lewis. Fue premiado con disco de platino en Estados Unidos luego de vender un millón de copias. En cuanto a Reanimation durante su primera semana, llegó a casi 270 000 copias vendidas y alcanzó el puesto número dos en el Billboard 200.
La banda lanzó una edición especial de su disco Hybrid Theory el 11 de marzo de 2002. Fue galardonado con un Grammy en 2002, a la mejor interpretación de hard rock por la canción «Crawling». Igualmente fue nominado a otros dos premios Grammy por mejor artista nuevo y mejor álbum de rock. Además el disco se mantuvo en la RIAA's Top 100 Álbumes, por otro lado la revista Billboard lo ubicó en el puesto número once en la lista de los «200 álbumes más grandes de la década».

### Meteora(2002-2004)

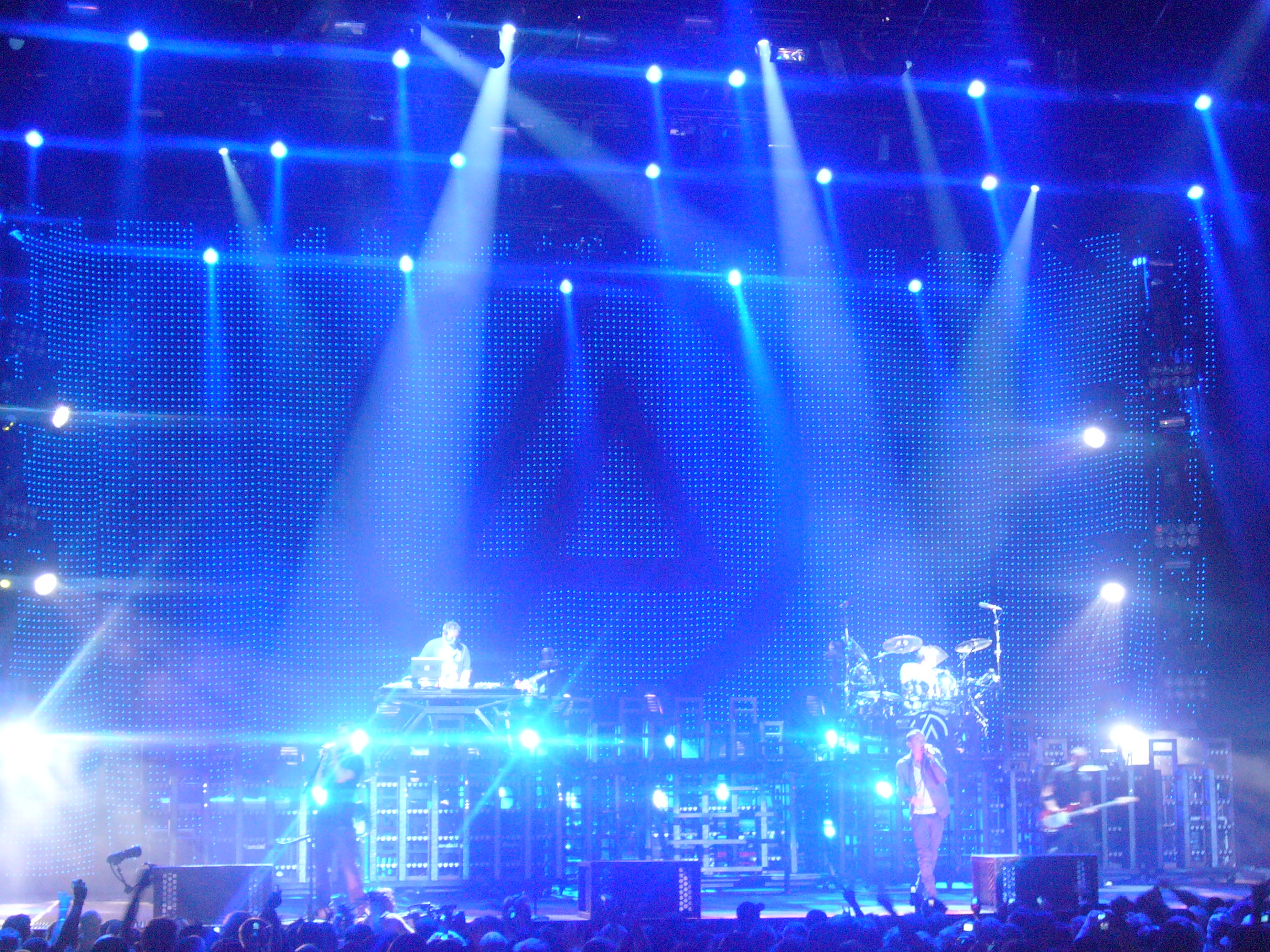
Linkin Park en concierto del Projekt Revolution en Marysville California.

Tras Hybrid Theory y Reanimation, el grupo continuó con conciertos en Estados Unidos, y al mismo tiempo comenzaron a trabajar en su próximo material en el autobús de su gira. La banda trabajó casi todo el 2002 y finalmente en diciembre de ese año se anunció oficialmente la producción de su nuevo disco de estudio llamado Meteora. De acuerdo con los integrantes, para el nombre del mismo se inspiraron en la región rocosa de Meteora, en Grecia, donde están construidos numerosos monasterios encima de las piedras.
El productor de Meteora fue una vez más Don Gilmore. El segundo álbum The Making of Meteora, se lanzó mundialmente el 25 de marzo de 2003. La banda vendió 810 000 copias en su primera semana de acuerdo a SoundScan, y fue considerado el álbum más vendido en la lista Billboard en aquel momento. «Somewhere I Belong», primer sencillo de Meteora, ocupó el primer puesto de la lista Alternative Songs y en el conteo Mainstream Rock Tracks de Billboard. Para octubre, Meteora logró vender tres millones de copias. El éxito conseguido le permitió a llevar a cabo un segundo Projekt Revolution, gira que contó con artistas, como Mudvayne, Blindside y Xzibit, en julio de ese año. Aunque Chester fue hospitalizado a causa de dolores abdominales, la banda se vio obligada a cancelar doce fechas de su gira por Europa. Al mes siguiente, la banda Metallica invitó a Linkin Park al Summer Sanitarium Tour en 2003. A finales de ese año publicaron su álbum en directo titulado Live in Texas, el cual contiene las actuaciones en vivo de la banda en Texas durante esta gira. A principios de 2004, Linkin Park inició una gira mundial titulada Meteora World Tour que incluyó a Hoobastank, POD y Story of the Year como grupos de apoyo.
En junio de 2013 lanzaron un nuevo disco: Meteora Tour Edition, que contiene las canciones de álbum Meteora junto con versiones en vivo que fueron registradas durante el Meteora World Tour y además el DVD Meteora: The Making Of. Su segunda producción de estudio le otorgó a la banda múltiples reconocimientos entre los cuales están el premio MTV a mejor video rock por «Somewhere I Belong» y un premio Viewer Choice a «Breaking the Habit», Fue el tercer álbum más vendido en Estados Unidos durante el año 2003. De igual manera, recibieron importantes premios en 2004 en los Radio Music Awards en donde fueron galardonados con el premio artista del año y canción del año por «Numb». En 2004, la banda pasó los primeros meses en conciertos alrededor del globo con motivo del Meteora World Tour antes de llevar a cabo el tercer Projekt Revolution a finales de julio y principios de septiembre, y que se contó con la presencia de bandas y solistas como Korn, Snoop Team y The Used.

### Trabajos alternos (2004-2006)

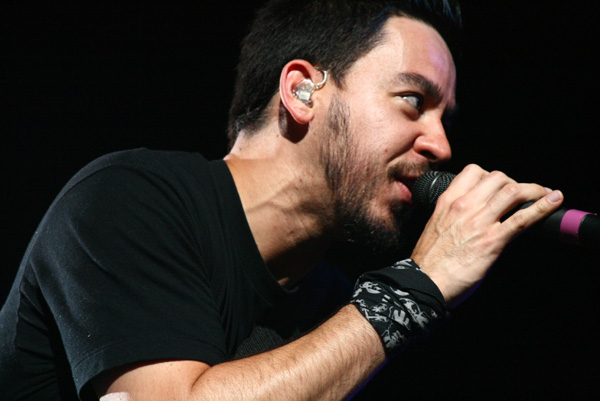
Mike Shinoda, quien en 2004 forma su propio proyecto musical: Fort Minor.

Después de Meteora, la banda dejó pasar un par de años para lanzar su siguiente material discográfico, lapso que aprovecharon algunos integrantes para emprender otros proyectos. Bennington colaboró con DJ Lethal e integró su propio proyecto llamado Dead By Sunrise, banda que publicó su álbum debut Out of Ashes en octubre de 2009. Por su parte, Shinoda trabajó con la banda británica Depeche Mode. En ese mismo año Linkin Park comenzó a trabajar, junto con el rapero Jay-Z, en otro álbum de remezclas, Collision Course, que se estrenó en noviembre de 2004 y ocupó el primer lugar del Billboard 200 al vender 368 000 copias en Estados Unidos. Shinoda también integró su propia banda de rap llamada Fort Minor como trabajo alterno y, junto con Jay-Z, lanzó en noviembre de 2005 el álbum de estudio The Rising Tied, que recibió comentarios positivos por parte de la crítica. Durante esa época, la relación entre la banda y la compañía discográfica Warner Music Group estaba en «punto crítico», debido a disputas financieras y decisiones presupuestarias de los directivos de la misma, por lo que intentaron abandonar la compañía. En un comunicado, el grupo declaró: «Sentimos la responsabilidad de tener buena música para nuestros seguidores, desafortunadamente no creemos que podamos lograrlo efectivamente con la actual Warner Music». Después de meses de disputas, la banda finalmente llegó a un acuerdo en diciembre de 2005.
Linkin Park también colaboró en distintos eventos de caridad, en gran parte para recaudar fondos en beneficio de las víctimas del huracán Charley en 2004 y después del huracán Katrina al año siguiente. El grupo donó 75 000 dólares a la Fundación Special Operations Warrior Foundation en marzo de 2004. También colaboraron en los esfuerzos por ayudar tras el terremoto de 2004 en el océano Índico y la creación de una nueva organización, Music for Relief, responsable de recaudar fondos para las víctimas. Por último, participaron en Live 8, una serie de conciertos a beneficio de la caridad para crear conciencia mundial. Junto con Jay-Z, se presentaron en Filadelfia y Pensilvania ante una audiencia global. Posteriormente la banda se reuniría nuevamente con el rapero durante la entrega de premios Grammy en 2006, en la cual «Numb/Encore» ganó el galardón a «mejor colaboración de rap/cantada».

### Minutes to Midnight(2007-2008)
La banda regresó a los estudios de grabación en 2006 para grabar su nuevo material discográfico. El álbum, producido por Rick Rubin, fue confirmado para ese mismo año, pero se pospuso hasta 2007. Posteriormente, Bennington declaró que su nueva producción se apartaba de su anterior estilo de nu metal. Warner Records anunció de manera oficial el tercer álbum de estudio de la banda, titulado Minutes to Midnight, y lanzado el 14 de mayo de 2007 en Estados Unidos.
Después de catorce meses de trabajo en el álbum, los miembros del grupo optaron por «perfeccionar» su trabajo mediante la eliminación de cinco de las diecisiete pistas que se tenían planeadas. El nombre del álbum es una referencia hecha al reloj del juicio final. El disco vendió más de 623 000 copias en su primera semana y llegó a colocarse en el Billboard 200.
El primer sencillo, «What I've Done», se lanzó el 3 de abril de 2007 y se estrenó la misma semana en MTV y en Fuse TV. La canción también se usó como tema principal de la banda sonora de la película Transformers. Después de su lanzamiento, tuvo buena aceptación y obtuvo el primer puesto en la lista Alternative Songs y en el conteo Mainstream Rock Tracks de Billboard. A finales de año, la banda ganó el premio artista alternativo favorito en el American Music Awards. Los siguientes sencillos del disco lanzados en 2007 y 2008 tuvieron una buena aceptación, el tema «Bleed It Out», una de las pocas canciones del disco que contienen rap, «Shadow of the Day» y «Given up», por último el quinto sencillo fue «Leave Out All the Rest», una de las tantas baladas melódicas incluidas en el disco, también es parte de la banda sonora de Crepúsculo lanzada en 2008.
Minutes to Midnight se posicionó número uno en 32 países, en la que logró vender doce millones de copias, entre esas, dos millones fueron en Estados Unidos; obtuvo doble disco de platino, y Billboard lo ubicó en el puesto 154 de los 200 mejores álbumes de la década. En julio de 2007 la banda inició una serie de conciertos, que incluyó una actuación en el Live Earth en Japón, de igual manera participó en Download Festival en Donington Park, Inglaterra, y Edgefest en Toronto, Canadá. El 25 de noviembre de 2008 la banda lanzó su CD/DVD Road To Revolution: Live at Milton Keynes que contiene las canciones interpretadas el 29 de junio de 2008 en el National Bowl de Milton Keynes, Inglaterra, como parte de la gira Projekt Revolution de ese año en Europa, en el cual estuvo el rapero Jay-Z para interpretar las canciones «Numb/Encore» y «Jigga What/Faint», del álbum Collision Course.

### Transformers, filantropía y otros proyectos (2009-2011)
En mayo del 2009, la banda formó parte nuevamente de la banda sonora de la película de la saga Transformers. Debido a ello, se anticipó un sencillo promocional «New Divide» que fue lanzado el 28 de mayo de 2009, tema central para el filme Transformers: la venganza de los caídos, el sencillo mostró un sonido más electrónico, y con una faceta más comercial comparada con sus anteriores trabajos.
El enero de 2010, se dio a conocer la canción «Not Alone», que forma parte del álbum Download to Donate to Haiti junto con otros artistas como Dave Matthews Band, Peter Gabriel, Alanis Morissette, Slash, The All-American Rejects, Hoobastank, entre otros; producido por la organización Music For Relief, que donó todo el dinero recaudado a las víctimas del terremoto de Haití de 2010. El 27 de marzo, salió un tráiler de un videojuego titulado Linkin Park: 8 Bit Rebellion!, por el cual, se dio a conocer una nueva canción llamada «Blackbirds», posteriormente el tema fue puesto como pista adicional para iTunes Deluxe Edition bonus tracks. El juego es un multijugador masivo en línea basado en la banda, diseñado por ellos mismos y en la que estuvo disponible para iPod Touch, iPhone y iPad, en él se puede apreciar a los seis integrantes de la banda diseñados en un modo 8 bits. Cada nivel está basado en uno de los miembros del grupo. Se incluyeron algunos de sus principales temas, tomados de toda su discografía. El videojuego salió al mercado el 26 de abril de 2010, colocándose en iTunes en el puesto número tres en categoría de «juegos de acción más vendidos».
Por otra parte, Shinoda diseñó dos camisetas, cuyas ventas de las mismas fueron destinadas a la fundación, con el fin de brindar apoyo a las sobrevivientes del terremoto y tsunami de Japón ocurrido a principios de 2011. La fundación publicó Download to Donate: Tsunami Relief Japan, un recopilatorio de canciones cuyos beneficios son destinados a la organización Save the Children.

### A Thousand Suns(2010-2011)
En el 2008, Chester anunció en una entrevista para MTV que el cuarto trabajo de estudio sería un «álbum conceptual». Shinoda dijo en una entrevista al portal web IGN, que el nuevo álbum sería de un «género que revienta», también mencionó que sería más experimental y de vanguardia. El 7 de julio de 2009, Chester confirmó que Rick Rubin regresaría como productor en el nuevo álbum. En el Festival MTV Ululame, MTV entrevistó a Chester y comentó que el nuevo disco de Linkin Park posiblemente estaría en el mercado para junio de 2010.

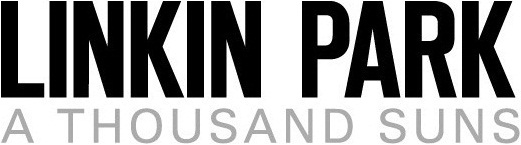
Logotipo del álbum A Thousand Suns.

Fue confirmado el 8 de julio, y se anunció que saldría el 14 de septiembre de 2010 en Estados Unidos. Anteriormente en la página oficial de la banda se publicó el primer sencillo «The Catalyst», que fue lanzado al mercado el 2 de agosto del mismo año. En julio de 2010, la empresa desarrolladora de videojuegos Electronic Arts, anunció que el sencillo formaría parte de la banda sonora del juego Medal of Honor. Sucesivamente, encabezó los gráficos en varios países, en la que entró de nueva cuenta en Billboard 200, al vender más de 241 000 copias en su primera semana. Debutó en el puesto dos en Reino Unido y logró vender 46 711 copias, solo superado por el álbum Science & Faith de la banda The Script.
Para la promoción del disco, la banda inició una gira de conciertos que comenzó en Los Ángeles el 7 de septiembre. El 5 de octubre de 2010 fue publicado en iTunes el segundo sencillo, «Waiting for the End». Además, un documental llamado A Thousand Suns: the full experience acerca de la publicación del álbum, el cual estuvo disponible en el MySpace de la banda. En Francia, llegó a la cuarta posición, que es, sin embargo, inferior a los dos anteriores álbumes. El tercer sencillo «Burning in the Skies», fue lanzado el 24 de febrero de 2011. Posteriormente el vídeo musical se estrenó en MTV el 21 de marzo del mismo año, y fue dirigido por Joe Hahn.
Meses más tarde, el 13 de abril, Shinoda confirmó el cuarto sencillo del álbum, «Iridescent». También dijo que habría otra versión ligeramente más corta de la canción para la banda sonora de la película Transformers: el lado oscuro de la luna. El vídeo musical fue también dirigido por Joe Hahn y se estrenó el 3 de junio de 2011 en la página web de MTV y poco más tarde en YouTube. Linkin Park llegó al número ocho en el Billboard Social 50, una lista de los artistas más activos en las principales redes sociales del mundo. En los gráficos de fin de año, la banda llegó a número noventa y dos en la lista de artistas principales, así como también alcanzó el número cincuenta y tres en la lista Billboard 200 y el número siete en la lista de álbumes de rock, no obstante, «The Catalyst» obtuvo la posición número cuarenta en la lista de canciones de rock, todas pertenecientes a la revista Billboard.
En 2010, iniciaron su gira A Thousand Suns Tour, las primeras en Sudamérica, donde visitaron Argentina y Chile el 7 y 9 de octubre respectivamente. También estuvieron el 11 de octubre en Brasil, donde ya habían tocado por única vez en 2004, durante la gira de Meteora. Igualmente realizaron actuaciones por Europa, Asia y Oceanía. En 2011, el grupo fue nominado en seis categorías en los premios Billboard: «top dúo/grupo», «álbum de rock», «artista rock», «artista alternativo», canción alternativa por «Waiting for the End» y «álbum alternativo», pero sin obtener ningún premio al final.

### Living Things(2012-2013)
En junio de 2011, Chester reveló a la revista Kerrang! que Linkin Park había comenzado a trabajar en un nuevo material para su próximo álbum. El vocalista explicó: «Hemos estado trabajando en un nuevo disco. La música es genial y estamos mucho más avanzados de lo que esperábamos estar. No hay muchos ruidos, pero hay muchas buenas canciones, probablemente genere una reacción polarizada. Lo cual me complace, como artista espero una reacción». El cantante agregó que lo que buscaban en el disco «era hacer frente a temas controversiales, en lugar de [tratar] los asuntos personales» que se tocaban en sus primeros álbumes de estudio. Añadió que: «nosotros hemos aprendido a escribir canciones y letras serias, hemos aprendido a tratar con la política, fe y otras cosas».
En marzo de 2012, el vocalista de la banda habló nuevamente para la revista antes mencionada, sobre el nuevo álbum: «Nos volvimos locos en nuestro anterior disco, A Thousand Suns, fue un disco experimental que por mucho tiempo polarizó a los seguidores de Linkin Park, pero el grupo es consciente de sus acciones». La banda reveló el 28 de marzo de 2012 en su página oficial, el primer sencillo del álbum «Burn It Down»; el cual fue lanzado el 16 de abril del mismo año. Mike Shinoda confirmó el 15 de abril en su blog oficial que el quinto disco titulado Living Things, el cual fue resultado de la mezcla de todos los sonidos y gustos de cada uno de los miembros de la agrupación, haciendo referencia a que es la vuelta al «auténtico Hybrid Theory». El álbum se lanzó oficialmente el 26 de junio de 2012 durante la gira Honda Civic Tour.
El sencillo «Castle of Glass» estuvo en colaboración con Electronic Arts para formar parte del videojuego Medal of Honor: Warfighter, estrenado el 10 de octubre de 2012.
La canción “Roads Untraveled” fue parte del soundtrack oficial de la película Need for Speed, estrenada en 2014.

### RechargedyThe Hunting Party(2013-2015)

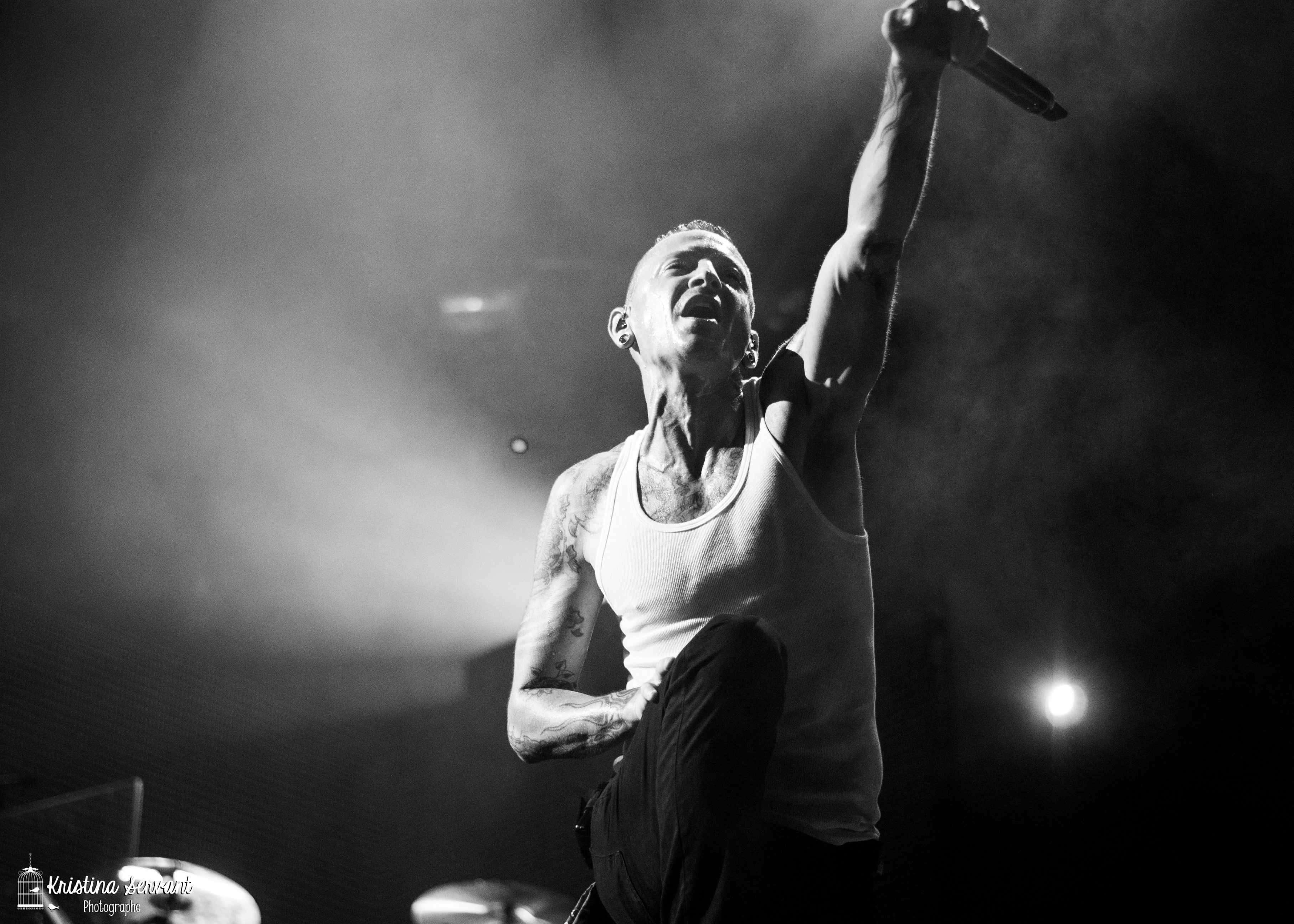
Bennington tocando en Montreal.

En mayo de 2013, Bennington confirmó su colaboración con la banda Stone Temple Pilots en una serie de presentaciones, además de grabar el EP High Rise en función como nuevo integrante de la misma; sin embargo, aseguró que Linkin Park «sigue siendo su prioridad». En álbum fue lanzado el 8 de octubre de 2013, bajo el nombre de Stone Temple Pilots con Chester Bennington, en la que contiene los sencillos «Out of Time» y «Black Heart». El 29 de octubre del mismo año, publicó su segundo álbum remix, Recharged, en la que incluyen versiones de su predecesor Living Things.
En marzo de 2014, lanzaron un nuevo sencillo «Guilty All the Same». El tema cuenta con la colaboración de Rakim y es el primer sencillo de su sexto álbum de estudio, The Hunting Party, que se estrenó el 17 de junio. El 30 de mayo, el grupo durante un concierto en Rock in Rio, lanzó algunos CD de The Hunting Party y con esto, los asistentes que fueron al concierto publicaron en internet el sencillo titulado «Wastelands», que luego la banda en su página oficial publicaría, convirtiéndose en tercer sencillo del álbum.
El 20 de octubre de 2015 anunció la compañía Blizzard Entertainment que en conjunto con Linkin Park estaría presentándose en la ceremonia de clausura BlizzCon de ese año, convención sobre videojuegos de estreno. Sólo unos días después, el 3 de junio, la banda lanzó a través de su canal de YouTube la canción «Rebellion», que cuenta con la colaboración de Daron Malakian guitarrista de la banda System of a Down.

### One More Light, muerte de Bennington y concierto tributo (2015-2017)

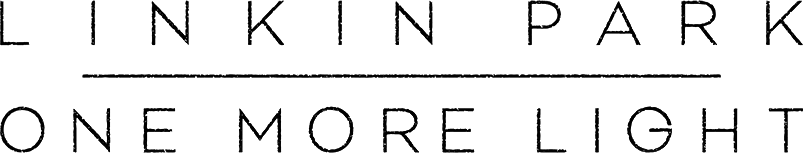
Logotipo del álbum One More Light.

Linkin Park comenzó a trabajar en material para un nuevo álbum en noviembre de 2015. En septiembre de 2016, Bennington declaró: «Tenemos un montón de buen material que espero que desafíe a nuestra base de fanes, así como que los inspire tanto como nos inspira a nosotros». A principios de 2017, durante una sesión de preguntas y respuestas, Shinoda reveló que el álbum sonaría distinto a trabajos anteriores de la banda: «Tienen que esperar lo inesperado». El guitarrista Brad Delson opinó: «Hemos hecho tantos álbumes que sabemos con claridad cómo hacer uno, y definitivamente no tomamos el camino fácil con este». El primer sencillo del álbum se titula «Heavy», se publicó el 16 de febrero de 2017 y contó con la colaboración de la cantante de pop Kiiara. Como había hecho antes, la banda publicó mensajes enigmáticos sobre la publicación del nuevo disco; la portada fue revelada a través de puzles digitales en las redes sociales.
Pocos meses más tarde, el 20 de julio de 2017, Bennington fue hallado muerto en su domicilio en Palos Verdes, Los Ángeles. Las autoridades revelaron que la causa fue suicidio por ahorcamiento. Después de la confirmación del suceso, Shinoda lamentó la muerte de su amigo y compañero mediante un mensaje en Twitter. El músico confesó sentirse con el «corazón roto» por la noticia.
El 22 de agosto de 2017, por medio de las redes sociales, la banda confirmó que se realizaría un acto público especial en la ciudad de Los Ángeles con el motivo de honrar a Bennington.

#### Concierto tributo
El concierto tributo a Chester Bennington se realizó el 27 de octubre de 2017, en el Hollywood Bowl, Los Ángeles. Entre los artistas invitados estuvieron Jonathan Davis, Ryan Key, M. Shadows, Synyster Gates, Oliver Sykes, Blink-182, Daron Malakian, Shavo Odadjian, No Doubt (sin Gwen Stefani), Kiiara, Takahiro Morita, Alanis Morissette, Steve Aoki, Jeremy McKinnon, Zedd, Machine Gun Kelly, Gavin Rossdale, Bebe Rexha, Julia Michaels, Steven McKellar y Echosmith, junto a los cinco miembros restantes de Linkin Park, que interpretaron varios de los éxitos populares de la banda.

### Hiato y reediciones (2017-2023)
La banda estuvo en pausa desde el 2017 hasta el 2020 por el fallecimiento de Chester Bennington. Durante un chat en vivo de Instagram el 17 de diciembre de 2017, se le preguntó a Shinoda si Linkin Park actuaría con una versión de holograma de Bennington en el futuro y respondió: «¿No podemos hacer un Chester holográfico? Ni siquiera puedo entenderlo. La idea de un Chester holográfico. De hecho, he oído a otras personas fuera de la banda sugerir eso, y no hay absolutamente ninguna manera. No puedo joder con eso». El 28 de enero de 2018, Shinoda respondió a un tuit de un fanático que preguntaba sobre su futuro con Linkin Park, y escribió: «Tengo toda la intención de continuar con LP, y los muchachos sienten lo mismo. Tenemos mucho que reconstruir, y preguntas para responder, así que llevará tiempo». Sin embargo, el 29 de marzo de 2018, Shinoda declaró que no estaba seguro del futuro de Linkin Park cuando Vulture lo entrevistó.
El 28 de abril de 2020, el bajista Dave Farrell reveló que la banda estaba trabajando en «nueva música». El 13 de agosto, la banda lanzó «She Couldn't», una pista que se grabó originalmente en 1999, y se incluyó en una edición del vigésimo aniversario de su álbum debut Hybrid Theory, lanzado el 9 de octubre. El 8 de enero de 2021, Linkin Park lanzó un remix de «One Step Closer» del dúo electrónico estadounidense 100 Gecs. La banda reveló que era el primero de muchos nuevos remixes inspirados en Reanimation por venir.
El 29 de octubre de 2021, cuando se le preguntó acerca de la banda tocando en vivo nuevamente, Mike Shinoda dijo que «Ahora no es el momento [para el regreso de la banda]. No nos enfocamos en eso. No tenemos las matemáticas funcionando. Y no me refiero a matemáticas financieras, me refiero a matemáticas emocionales y creativas». En abril de 2022, Shinoda reiteró que la banda no estaba trabajando en un nuevo álbum, nueva música o giras. En febrero de 2023, la banda comenzó un juego interactivo en su sitio web en conmemoración del 20 aniversario de Meteora. El 6 de febrero, revelaron una demostración inédita «Lost» que se lanzaría formalmente el 10 de febrero, como el primer sencillo de la próxima reedición del álbum.

### Regreso yFrom Zero(2023-presente)
Sin que el público lo supiera, en 2023, la banda se acercó a Armstrong y Brittain para reformar a Linkin Park con la intención de volver a grabar y lanzar nueva música e interpretar el catálogo anterior de la banda. Una canción inédita de las sesiones de One More Light, «Friendly Fire», fue lanzada el 23 de febrero de 2024. A esto le siguió el primer álbum de grandes éxitos de la banda, Papercuts, que fue lanzado el 12 de abril. La colección también incluye «Friendly Fire», así como el primer lanzamiento oficial de la canción «Qwerty», que apareció por primera vez en LP Underground 6.0 en 2006.
El 5 de septiembre de 2024, a través de una presentación en vivo, la banda anunció a Emily Armstrong como nueva vocalista y a Colin Brittain como nuevo baterista, luego de que Bourdon decidiera separarse del grupo. La decisión de la banda de agregar a Armstrong fue recibida con algunas críticas debido a sus conexiones con la Iglesia de la Cienciología y el apoyo percibido al violador convicto Danny Masterson. Armstrong respondió a las críticas a través de una historia de Instagram, afirmando que no había estado en contacto con Masterson desde su comparecencia ante el tribunal en 2020 y que condenaba sus crímenes; Sin embargo, no aclaró su estatus con la Cienciología. Por otra parte, dieron a conocer su próximo álbum de estudio, From Zero, que cuenta con once canciones, lanzado el 15 de noviembre del mismo año. Del mismo modo, informaron de una nueva gira mundial, From Zero World Tour, con conciertos en distintos países. Posteriormente, Brad Delson declaró no participaría en la gira de Linkin Park, pero se dedicaría a colaborar en «los vestidores». El 24 de septiembre se estrenó el segundo sencillo «Heavy Is the Crown», que también es el tema oficial del Campeonato Mundial de League of Legends de 2024.
El 17 de marzo de 2025, el grupo sacó una nueva canción titulada «Up from the Bottom», lanzada el 27 de marzo como el primer sencillo de la versión de lujo de From Zero. El 31 de mayo, la banda actuó durante la final de la Liga de Campeones de la UEFA de 2025 en el Allianz Arena de Múnich, Alemania.

## Estilo musical e influencias
Después de su publicación, Hybrid Theory fue muy apreciado por su estilo innovador y una pieza clave para marcar la popularidad de nu metal. Su sucesor, Meteora, cuenta con un estilo similar, por ello ha sido descrito como la continuación del primer disco. Tanto Hybrid Theory como Meteora tuvieron un sonido metal alternativo y rap metal, con pequeñas influencias del rock industrial, elementos de hip hop y rock alternativo, utilizando programadores y sintetizadores. En este último la revista Rolling Stone describió a la canción «Breaking the Habit» como «arriesgada y hermosa». En el álbum de remezclas Reanimation la banda muestra un sonido de rap alternativo, utilizando muchos más sonidos electrónicos y menos guitarras, convirtiendo muchas canciones en temas íntegros de hip hop. En Collision Course se puede escuchar un sonido de hardcore y pop rap, debido a que lo grabaron junto con el rapero Jay Z. En el álbum Minutes to Midnight, la banda experimentó un cambio radical en su sonido representando un alejamiento del rap rock, ya que en este álbum solo dos canciones cuentan con rap y la mayoría del álbum se consideran como rock alternativo. Por otro lado la revista NME criticó el enfoque de la banda diciendo que Minutes to Midnight es «el sonido de una banda con intentos y fracasos por forjar una nueva identidad». En la reseña del disco en Allmusic, Stephen Thomas Erlewine comentó que la banda suena «tensa y nerviosa», y crean un rap rock sin la malicia de Limp Bizkit, el periódico Los Angeles Times los comparó con los trabajos de U2.
El uso de dos tipos de canto en Linkin Park generó una característica particular de la música. La interpretación de la voz entre Chester Bennington (quien fungió como voz principal) y Mike Shinoda (vocalista rap) son parte importante dentro de la música de Linkin Park, sin embargo, en el tercer disco, Shinoda canta como voz principal en la canción «In Between», «Hands Held High» y «No Roads Left», por otro lado en su siguiente disco A Thousand Suns en cuatro canciones del mismo, tanto Bennington como Shinoda cantan. En su mayoría los temas del disco, la banda utiliza principalmente tambores electrónicos y un sonido más industrial. A diferencia de sus producciones anteriores, el álbum ha sido considerado como un punto de inflexión en la carrera musical de la banda de acuerdo a los críticos. James Mongomery de MTV comparó el disco con Kid A de Radiohead. Musicalmente la banda ha recibido influencias de otros grupos y cantantes. Mike Shinoda en una ocasión explicó que él y otros miembros del grupo han recibido gran influencia por parte de Chuck D y del grupo Public Enemy, Shinoda declaró: «Public Enemy está muy en tres dimensiones y a pesar de que parecían políticos, hubo también un montón de cosas por ahí que también me hizo pensar en lo tridimensional y así quisimos que fuera nuestro registro, sin imitarlos, por supuesto, y demostrar que estamos en forma creativa».

### Temas
El grupo se ha caracterizado desde sus inicios por interpretar sus canciones con diversos temas que abarcan diferentes aspectos desde lo personal hasta lo social. En su mayor parte temas líricos que se refieren a los sentimientos, y conflictos sociales. La banda ha hablado acerca de diversas cuestiones, y los cambios en el trayecto de su discografía. Hybrid Theory y Meteora hablan principalmente acerca de conflictos en las relaciones, desórdenes internos y problemas personales. El álbum Minutes to Midnight es generalmente mucho más «oscuro», tal y como lo indica el nombre del mismo. En primer lugar, aborda el ámbito político: Mike Shinoda se expresó de manera personal sobre la guerra en Irak con la canción «Hands held high», y la canción de cierre, «The Little Things Give You Away», hace referencia al huracán Katrina que golpeó a Nueva Orleans en el año 2005. Del mismo modo, el video musical de la canción «What I've Done» muestra imágenes de Mahatma Gandhi, Adolf Hitler, Mao Zedong, Fidel Castro, entre otras personalidades destacadas de la historia, en él se aborda el tema de guerras, motines, las pruebas de destrucción nuclear, medio ambiente y la hambruna. «Shadow of the Day» se basa también en los disturbios públicos y la muerte de inocentes. Su disco A Thousand Suns trata temas que tienen que ver con la guerra nuclear, «el concepto de este álbum es acerca de una guerra nuclear y en general cualquier tipo de guerra. En esta producción, se mezcla el concepto de las ideas humanas con la tecnología, es decir, los miedos que tienen los humanos con imaginar lo que va a suceder con el mundo en el futuro», declaró Mike Shinoda en una entrevista en MTV. El nombre del disco es una referencia a la explosión de una bomba atómica. Cabe citar que el grupo destaca por la razón de que hay pocos insultos en sus letras. Sin embargo, Minutes To Midnight y A Thousand Suns seguían marcados con la etiqueta de Parental Advisory por palabras que son consideradas como inadecuadas.

## Miembros

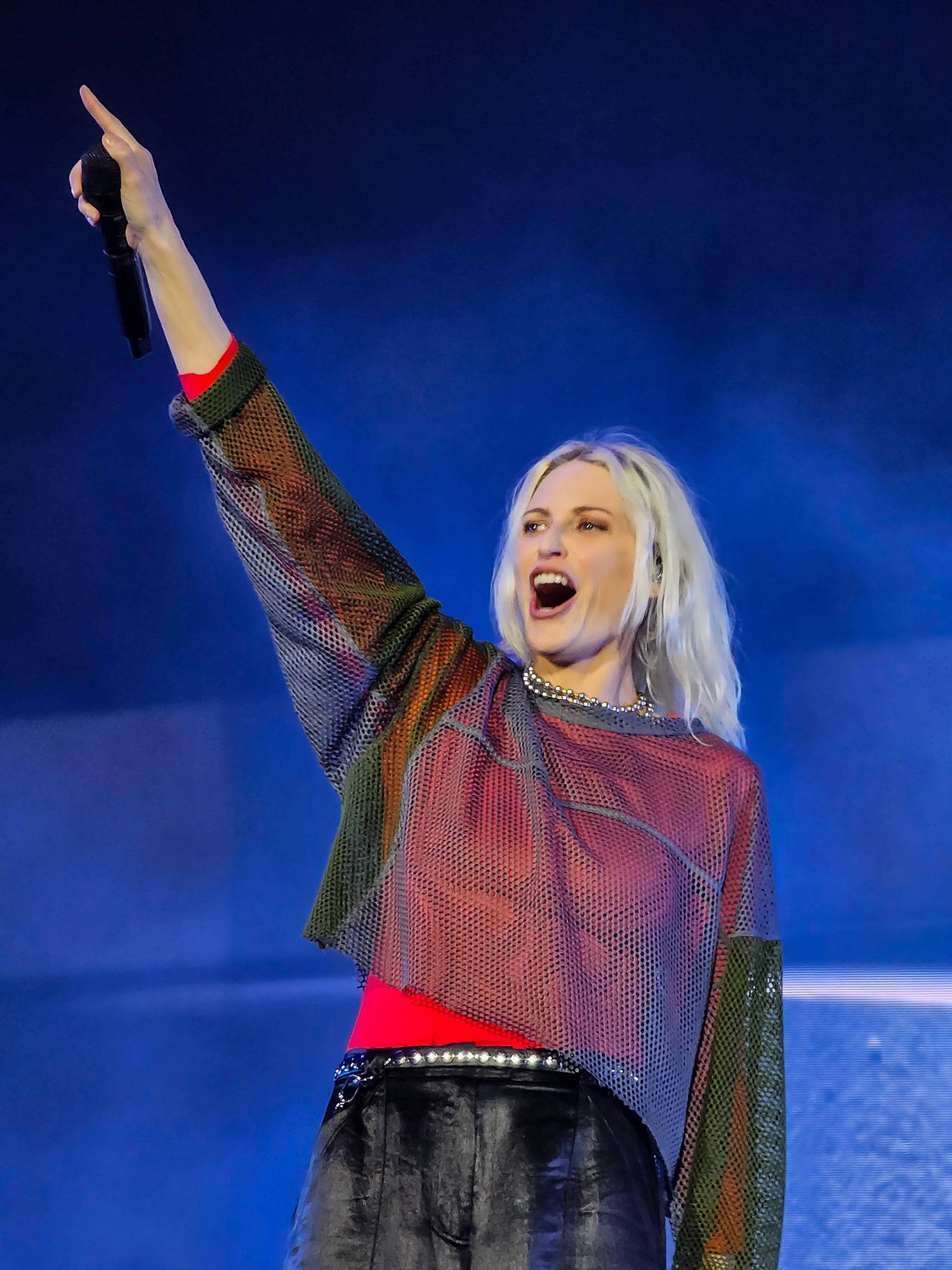
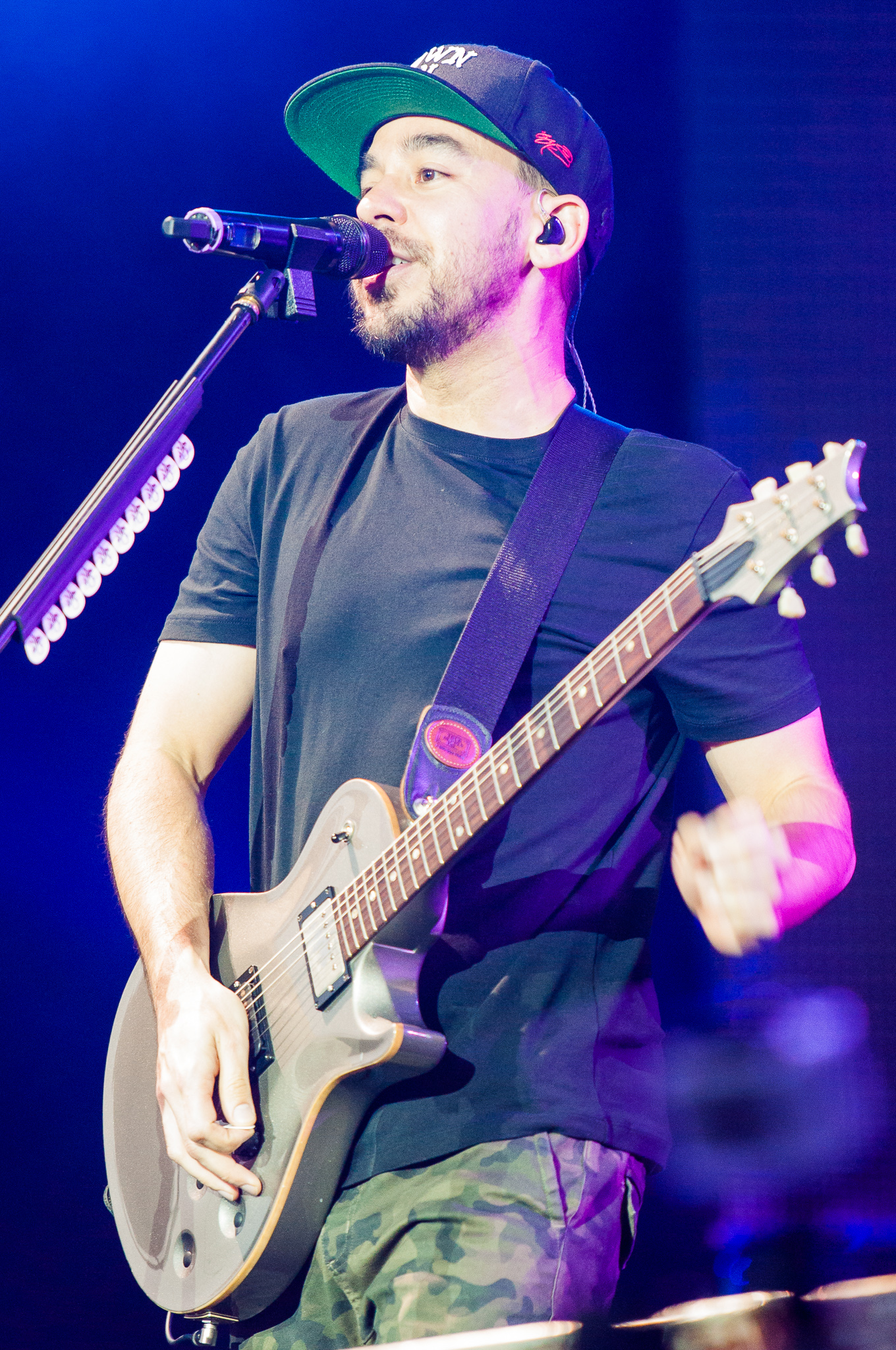
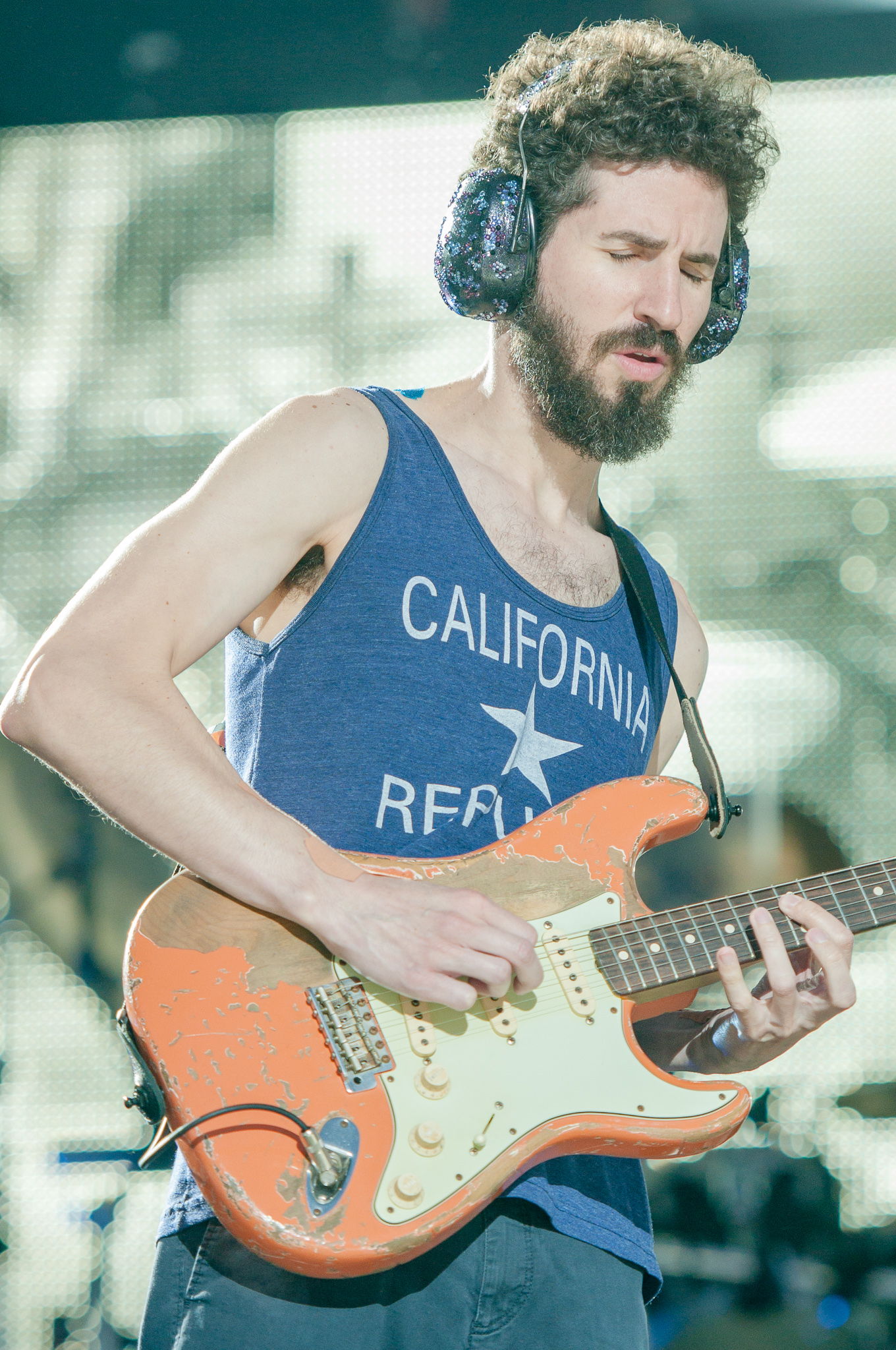
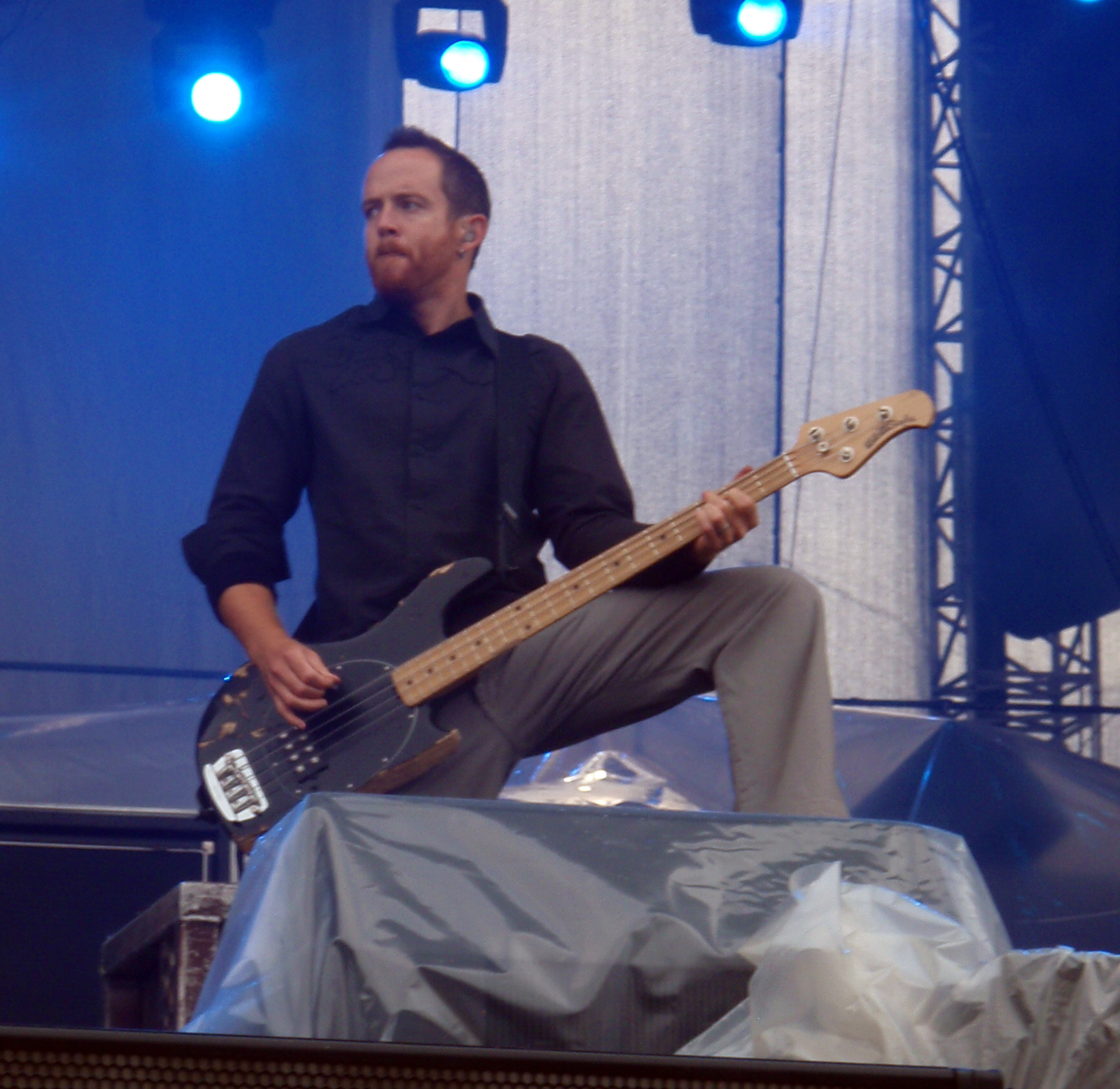
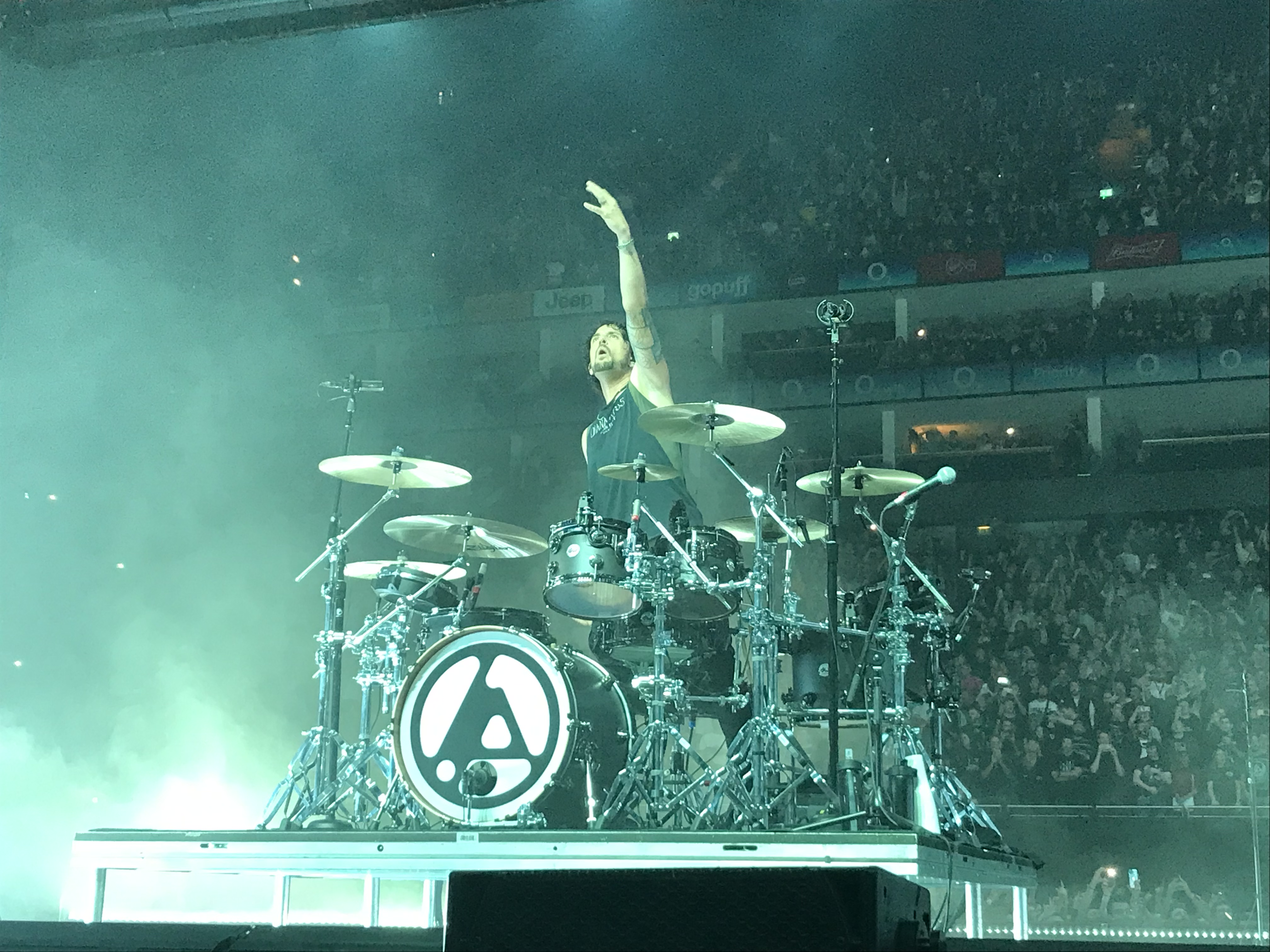
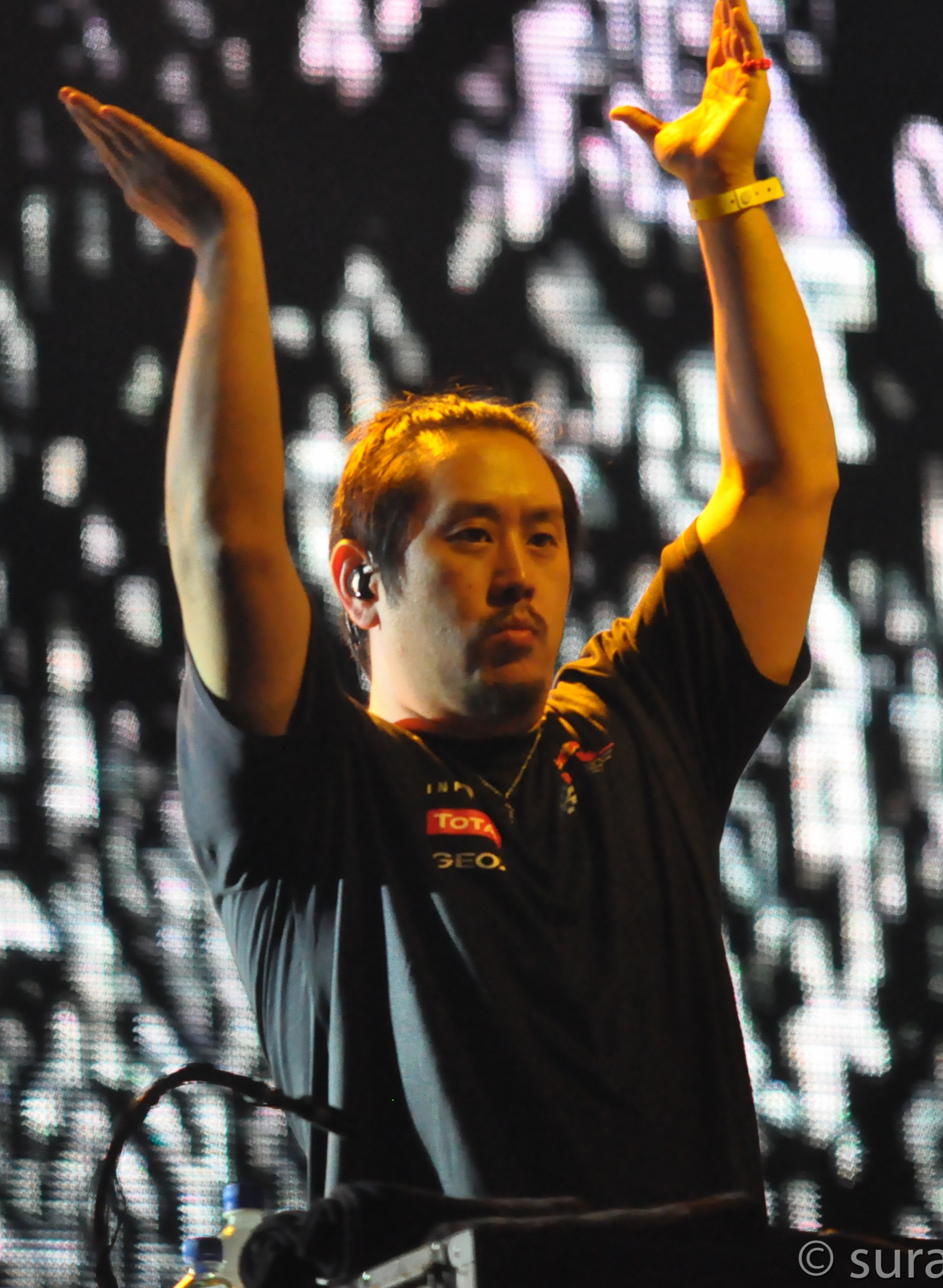

| Miembros actuales - Mike Shinoda – Líder, vocalista, guitarrista, tecladista y programación (1996–2017, 2024–presente) - Brad Delson – Guitarrista líder, pianista, percusiones y coros (1996–2017, 2024–presente) - Joe Hahn – Tecladista, sintetizador, sampler, programación y coros (1996–2017, 2024–presente) - Dave Farrell – Bajista y coros (1996-1998, 2000–2017, 2024–presente) - Emily Armstrong – Voz principal (2024–presente) - Colin Brittain – Baterista y percusión (2024–presente) | Miembros anteriores - Rob Bourdon: Baterista y percusión (1996-2017) - Mark Wakefield: voz (1996-1998) - Chester Bennington: voz, coros, guitarra rítmica y percusiones (1999-2017; su muerte) - Kyle Christener: bajo (1999) Miembros de gira - Scott Koziol: bajo (2000) - Alex Feder: guitarra y coros (2024-presente) |

Cronología

## Discografía

### Álbumes de estudio
- 2000: Hybrid Theory
- 2003: Meteora
- 2007: Minutes to Midnight
- 2010: A Thousand Suns
- 2012: Living Things
- 2014: The Hunting Party
- 2017: One More Light
- 2024: From Zero

### Álbumes recopilatorios
- (2024) Papercuts

## Giras musicales
- Projekt Revolution (2002, 2003, 2004, 2007, 2008 (en Europa y en Estados Unidos), y 2011)
- Meteora World Tour (2004)
- A Thousand Suns Tour (2010)
- Honda Civic Tour (2012) (junto con Incubus)
- Living Things World Tour (2012)
- Carnivores Tour (2014) (junto con 30 Seconds to Mars y AFI)
- The Hunting Party Tour (2015) (junto con Of Mice & Men y Rise Against)
- One More Light World Tour (2017)
- Linkin Park and Friends – Celebrate Life in Honor of Chester Bennington (2017)
- From Zero World Tour (2024-2025)